# Balayage visuel
Le balayage visuel permet de recueillir l’information dans l’environnement. 

## Description
Le balayage visuel se traduit par l’action d’explorer l’environnement du regard et faire une recherche visuelle afin d’être en mesure de l'interpréter. Afin que le balayage soit efficace, il doit se faire de façon organisée et systématique. C’est aussi la capacité à filtrer visuellement l’environnement pour y trouver des stimuli pertinents et ignorer ceux non pertinents.
L’enfant utilise régulièrement le balayage visuel dans son quotidien (pour écrire, lire, jouer). Le balayage est une habileté importante au bon développement de l’enfant, que ce soit afin de réagir adéquatement envers son environnement ou lorsque vient le temps d’intégrer l’activité de lecture. Les stratégies de balayage s’améliorent avec l’expérience et les stimulations de l’environnement .
Le développement des fonctions visuelles s’établit par un processus hiérarchique qui se construit une à la suite de l’autre. Par exemple, la reconnaissance des formes ne peut être accomplie sans que le balayage visuel soit établi. Les fonctions primaires à la base des fonctions visuelles sont : 
- le contrôle oculomoteur
- le champ visuel
- l’acuité visuelle.

Les autres fonctions se succèdent selon l’ordre suivant :
- l’attention visuelle
- le balayage visuel
- la reconnaissance des formes
- la mémoire visuelle
- la cognition visuelle[2].

Le balayage visuel dépend entre autres de l’attention visuelle. Le balayage nécessite des saccades oculaires et de l’attention visuelle. Des stratégies sont utilisées pour un balayage organisé et l'orthoptiste ou éventuellement l’ergothérapeute doit assister la personne aux exercices de balayage visuel afin d’augmenter l’efficacité de l’exploration visuelle. L’objectif de ces exercices est de développer les habiletés à rechercher l’information importante et pertinente dans l’environnement. Notons que ces exercices ne fonctionnent que si l’attention globale est intacte et que le problème concerne une restriction de champs visuel. On peut augmenter la complexité de l’entraînement par l’ajout de stimuli, un changement de grosseur du stimulus, l’élimination d’indice visuel (tel qu’un quadrillage) ou indice sonore.

## Confusions avec le champ visuel
Le terme « champ visuel » désigne ce que voit un œil regardant droit devant lui et immobile. Sur un sujet en bonne santé, l'œil voit dans un « cône » de demi-angle d'environ 94°, mais la partie réellement nette du champ de vision est relativement restreinte (demi-angle de 10° pour la lecture et de 20° pour la reconnaissance des symboles). De fait, même face à une scène statique, les yeux balaient la scène, la « zone nette apparente » est donc plus grande.
Dans le langage courant, le terme « champ de vision » désigne souvent cette « zone nette apparente » résultant du balayage. C'est ainsi que l'on va dire que le champ de vision d'un conducteur se rétrécit avec la vitesse (signifiant en fait que ses yeux deviennent moins mobiles) ; cela entretient une confusion notamment avec les notions de « format naturel » pour une photographie ou un film.